# Phare d'Ilha do Mel
Le phare de Ilha do Mel ou phare das Conchas (en portugais : Farol das Conchas) est un phare situé sur l'Ilha do Mel au large de Paranaguá, dans l'État de Paraná - (Brésil).
Ce phare est la propriété de la Marine brésilienne et il est géré par le Centro de Sinalização Náutica e Reparos Almirante Moraes Rego (CAMR) au sein de la Direction de l'Hydrographie et de la Navigation (DHN).

## Histoire
Ilha do Mel est située dans la baie de Paranaguá. C'est un centre d'écotourisme et une zone de préservation de la nature dont l'accès est réglementé. Elle fait partie du complexe Lagamar, qui s'étend jusqu'à la baie de Paranaguá, englobant les îles de Bom Abrigo, Cardoso et Superagüi, constituant l'une des zones de préservation les plus importantes de la planète.
Le phare, mis en service le 25 mars 1872, est une tour cylindrique de 18 m de hauteur, avec galerie et lanterne, totalement peinte en blanc. Il marque l'entrée du port de Paranaguá. Ce n'est qu'en 1885 que les logements des gardiens ont été construits près du phare. En 1924, le phare a été automatisé avec un système d'alimentation au gaz acétylène. Maintenant il est alimenté par énergie solaire.
Il émet, à 67 m de hauteur focale, sur  Morro das Conchas, un éclat blanc toutes les 10 secondes. Sa portée est de 25 milles nautiques (environ 46 km).
Identifiant : ARLHS : BRA074 ; BR3512 - Amirauté : G0520 - NGA :18724.

## Caractéristique dufeu maritime
- Fréquence sur 10 secondes :
  - Lumière : 1 seconde
  - Obscurité : 9 secondes

|             |
| Ilha do Mel |

|          |
| Le phare |

### Lien connexe
- Liste des phares du Brésil